# Frontière entre la République centrafricaine et le Soudan du Sud
La frontière entre la République centrafricaine et le Soudan du Sud est la frontière séparant la République centrafricaine et le Soudan du Sud. Créée en 2011 au moment de l'indépendance de cet État vis-à-vis du Soudan, elle suit la partie sud du tracé de la frontière soudano-centrafricaine.
Au nord, elle se termine au tripoint de la frontière soudano-centrafricaine et de la frontière soudano-sud-soudanaise et au sud au tripoint de la frontière congo-centrafricaine et de la frontière congo-sud-soudanaise, près de la ville sud-soudanaise d'Ezo.